# Superintendencia de Administradoras de Fondos de Pensiones de Chile
La Superintendencia de Administradoras de Fondos de Pensiones (SAFP) fue el organismo público fiscalizador chileno del sistema administradoras de fondos de pensiones, creada por el Decreto Ley N° 3.500 de 1980 y DFL N° 101 de 1980, del Ministerio del Trabajo y Previsión Social. 
La SAFP funcionó entre 1980 y 2008, siendo disuelta por la Ley N° 20.255 de 2008, que transfirió sus funciones a la Superintendencia de Pensiones (SP).

## Historia
Se trataba de un organismo contralor, técnico y altamente profesionalizado cuyo objetivo era la supervigilancia y control de las Administradoras de Fondos de Pensiones (AFP) y de la Administradora de Fondos de Cesantía (AFC), entidad que recauda las cotizaciones, invierte los recursos y paga los beneficios del seguro de cesantía.
La máxima autoridad de la SAFP era el Superintendente, designado por el presidente de la República. Se relacionaba con el gobierno a través del Ministerio del Trabajo y Previsión Social, por intermedio de la Subsecretaría de Previsión Social.
La misión de la SAFP era velar por la seguridad de los ahorros previsionales para vejez, invalidez, sobrevivencia y por los ahorros de cesantía, pertenecientes a los trabajadores y pensionados chilenos y —con este mismo propósito— promover el desarrollo y perfeccionamiento del sistema de pensiones de capitalización individual y de seguro de cesantía vigentes en Chile. Asimismo, tenía por objeto los Fondos de Pensiones y de Seguro de Cesantía, a través de la generación de un marco normativo y de la fiscalización a fin de aumentar la confianza de los usuarios en el sistema.

## Superintendentes
- Osvaldo Gálvez Escuti (198?-11 de marzo de 1990)
- Julio Bustamante Jeraldo (12 de marzo de 1990-20 de marzo de 2000)
- Alejandro Ferreiro Yazigi (1 de abril de 2000-30 de abril de 2003)
- Guillermo Larraín Ríos (23 de junio de 2003-11 de marzo de 2006)
- Solange Berstein Jáuregui (21 de marzo de 2006-4 de julio de 2008)